# Джибріль Сідібе (футболіст, 1992)
Це стаття про французького футболіста. Про малійського футболіста див. статтю Джибріль Сідібе (малійський футболіст)
Джибрі́ль Сідібе́ (фр. Djibril Sidibé, нар. 29 липня 1992, Труа) — французький футболіст, захисник клубу АЕК (Афіни). Грав за національну збірну Франції.

## Клубна кар'єра
Народився 29 липня 1992 року в місті Труа. Вихованець футбольної школи клубу «Труа». Вперше за «Труа» зіграв 20 березня 2010 року в матчі ліги Насьйональ проти «Мулена». За підсумками сезону 2009/10 «Труа» вийшов у Лігу 2, і в матчі проти «Гренобля», що був зіграний 17 вересня 2010 року, захисник дебютував в цій лізі. Забив перший гол за команду 17 лютого 2012 року у ворота «Седана». Всього за два сезони взяв участь у 41 матчі чемпіонату. 
В липні 2012 року Сідібе перейшов в «Лілль». Вперше зіграв за нову команду 25 серпня 2012 року в матчі 3-го туру Ліги 1 проти «Ніцци». Він провів на полі весь матч і забив гол на 59-й хвилині зустрічі. 19 вересня 2012 року в матчі проти БАТЕ Сідібе дебютував у Лізі чемпіонів. У матчі-відповіді проти білоруської команди, що відбувся 20 листопада, захисник забив гол у ворота суперника, а потім отримав дві жовті картки і був вилучений з поля. Всього встиг відіграти за команду з Лілля 96 матчів в національному чемпіонаті.
До складу клубу «Монако» приєднався влітку 2016 року і у першому ж сезоні виграв з командою чемпіонат Франції. За три сезони у команді з Монако відіграв за неї 82 матчі в національному чемпіонаті.
Сезон 2019/20 провів в оренді в англійському «Евертоні». По завершенні сезону ліверпульський клуб відмовився від передбаченого орендною угодою права на викуп контракту гравця, і той повернувся до «Монако».

## Виступи за збірні
Протягом 2011–2013 років залучався до складу молодіжної збірної Франції. На молодіжному рівні зіграв у 11 офіційних матчах.
1 вересня 2016 року дебютував в офіційних матчах у складі національної збірної Франції в товариській грі проти Італії (3:1). Забив свій перший гол за збірну Франції у товариській грі з Англією (3:2) 13 червня 2017 року.
У складі збірної був учасником чемпіонату світу 2018 року у Росії, вийшовши на поле в одній грі групового етапу. Після мундіалю до її лав не залучався.
| Дата       | Місто         | Господарі  | Результат | Гості       | Турнір             | Голи | Примітки |
| ---------- | ------------- | ---------- | --------- | ----------- | ------------------ | ---- | -------- |
| 1-9-2016   | Барі          | Італія     | 1 – 3     | Франція     | товариський матч   | -    | 4'       |
| 6-9-2016   | Борисов       | Білорусь   | 0 – 0     | Франція     | Відбір до ЧС 2018  | -    |          |
| 7-10-2016  | Сен-Дені      | Франція    | 4 – 1     | Болгарія    | Відбір до ЧС 2018  | -    | 27'      |
| 10-10-2016 | Амстердам     | Нідерланди | 0 – 1     | Франція     | Відбір до ЧС 2018  | -    |          |
| 11-11-2016 | Сен-Дені      | Франція    | 2 – 1     | Швеція      | Відбір до ЧС 2018  | -    |          |
| 15-11-2016 | Ланс          | Франція    | 0 – 0     | Кот-д'Івуар | товариський матч   | -    | 69'      |
| 25-3-2017  | Люксембург    | Люксембург | 1 – 3     | Франція     | Відбір до ЧС 2018  | -    | 62'      |
| 2-6-2017   | Ренн          | Франція    | 5 – 0     | Парагвай    | товариський матч   | -    |          |
| 9-6-2017   | Стокгольм     | Швеція     | 2 – 1     | Франція     | Відбір до ЧС 2018  | -    |          |
| 13-6-2017  | Сен-Дені      | Франція    | 3 – 2     | Англія      | товариський матч   | 1    | 90'      |
| 31-8-2017  | Сен-Дені      | Франція    | 4 – 0     | Нідерланди  | Відбір до ЧС 2018  | -    |          |
| 3-9-2017   | Тулуза        | Франція    | 0 – 0     | Люксембург  | Відбір до ЧС 2018  | -    |          |
| 7-10-2017  | Софія (місто) | Болгарія   | 0 – 1     | Франція     | Відбір до ЧС 2018  | -    |          |
| 10-10-2017 | Сен-Дені      | Франція    | 2 – 1     | Білорусь    | Відбір до ЧС 2018  | -    | 83'      |
| 23-3-2018  | Сен-Дені      | Франція    | 2 – 3     | Колумбія    | товариський матч   | -    |          |
| 28-5-2018  | Сен-Дені      | Франція    | 2 – 0     | Ірландія    | товариський матч   | -    | 83'      |
| 9-6-2018   | Лілль         | Франція    | 1 – 1     | США         | товариський матч   | -    | 74'      |
| 26-6-2018  | Москва        | Данія      | 0 – 0     | Франція     | ЧС 2018 - 1-й етап | -    |          |
| Усього     |               | Матчів     | 18        |             | Голів              | 1    |          |

## Досягнення
- Чемпіон Франції (1):

«Монако»: 2016-17
- Чемпіон Греції (1):

АЕК: 2022-23
- Володар кубка Греції (1):

АЕК: 2022-23
Збірні
- Чемпіон світу: 2018